# 와타나베 체루
와타나베 체루（わたなべ チェル, 渡部チェル1968년4월1일 - ）는 도쿄도 출신으로 일본의 작곡가이자 편곡가, 키보디스트이다.